# Cometes violaceicollis
Cometes violaceicollis là một loài bọ cánh cứng trong họ Cerambycidae.